# Xetaq Qazyumov
Xetaq Ruslanoviç Qazyumov (in osseto Гозымты Русланы фырт Хетæг, Gozymty Ruslany fyrt Xetæg; in russo Хетаг Русланович Гозюмов?, Chetag Ruslanovič Gozjumov; in azero Xetaq Qazümov; Suadag, 24 aprile 1981) è un ex lottatore russo naturalizzato azero, specializzato nella lotta libera.

## Biografia

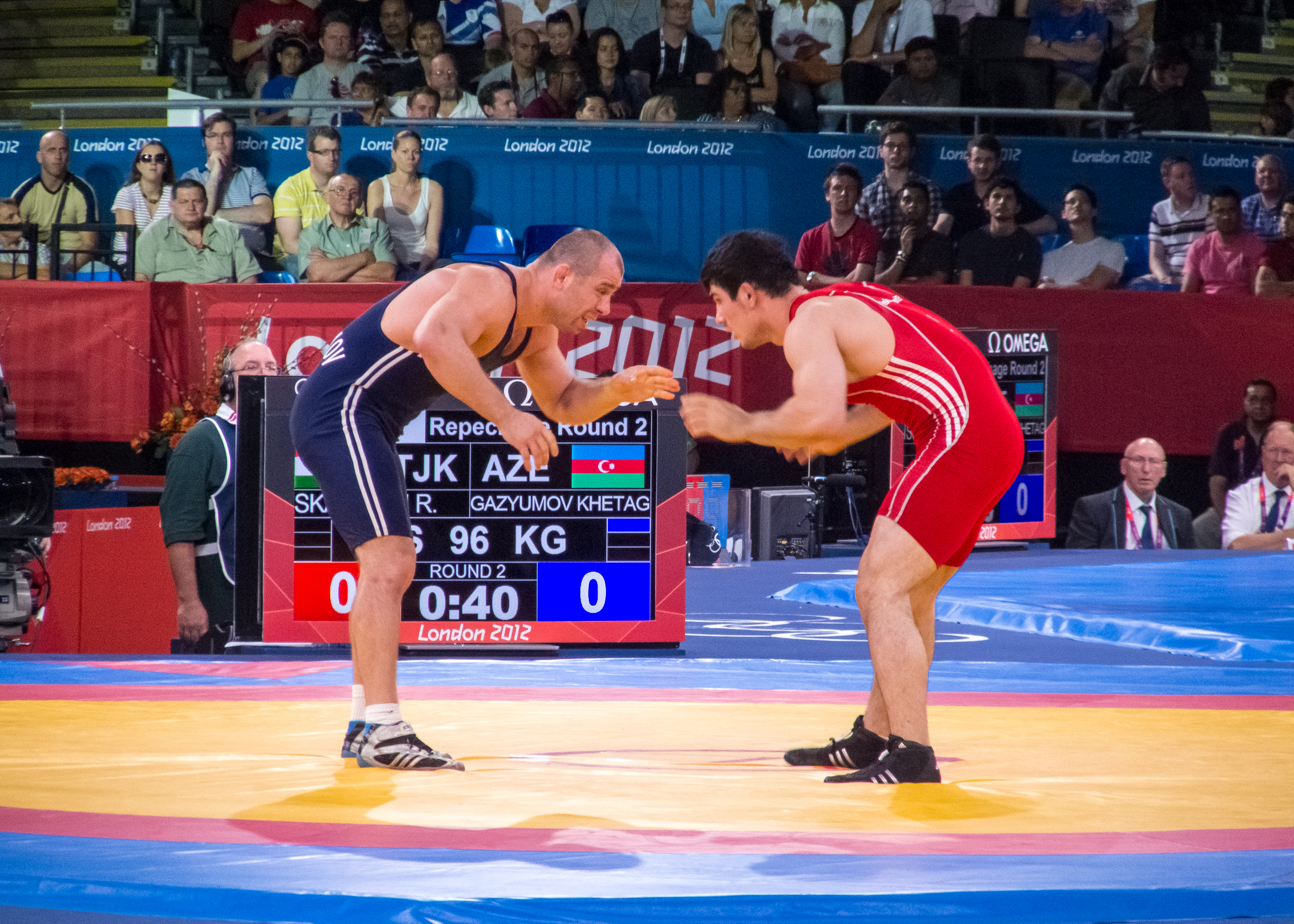
Xetaq Qazyumov e Rustam Iskandari ai Giochi olimpici di.

Nacque a Suadag nell'allora Repubblica Socialista Sovietica Autonoma dell'Ossezia Settentrionale.
Sin da ragazzo combatté per la nazionale russa a livello giovanile con cui vinse il torneo dei 97 kg agli europei junior di Tirana 2002 e si classificò 7º ai mondiali junior di Istanbul 2003. Approdò in nazionale maggiore nel 2005, conquistando il bronzo alla coppa del mondo di Tashkent 2005 e l'oro a quella di Sari 2006. Nel 2006 dsi classificò secondo ai campionati russi.
Dal 2007 iniziò a gareggiare per la nazionale azera vincendo il Grand Prix di Germania di quell'anno e classificandosi 9º ai mondiali di Baku.
Rappresentò l'Azerbaigian ai Giochi olimpici estivi di Pechino 2008 in cui fu estromesso in semifinale dal tabellone principale del torneo dei pesi massimi dal russo Širvani Muradov. Nella finalina per il bronzo riuscì a prevalere ai punti sull'ucraino Heorhij Tibilov.
Ai mondiali di Herning 2009 ottenne l'argento, perdendo la finale contro il russo Chadžimurat Gacalov. Si laureò campione iridato l'anno successivo a Mosca 2010, dove finì nuovamente in finale contro Chadžimurat Gacalov, ma questa volta riuscì a sconfiggerlo.
Tornò alle Olimpiadi a Londra 2012 dove rimediò una sconfitta ai quarti di finale del torneo dei 96 kg contro l'ucraino Valerij Andrijcev. Ai ripescaggi riuscì a vincere il bronzo dopo aver superato il tagiko Rustam Iskandari e l'iraniano Reza Yazdani.
Ai mondiali di Budapest 2013 e Tashkent 2014 si classificò secondo, mentre a quelli di Las Vegas 2015 terzo.
Ai Giochi europei di Baku 2015 vinse l'oro continentale.
Fece la sua terza apparizione olimpica a Rio de Janeiro 2016 in cui raggiunse la finale del torneo dei 97 kg e perse contro lo statunitense Kyle Snyder alla Carioca Arena 2.

## Palmarès
- Olimpiadi

Pechino 2008: bronzo nei 96 kg.
Londra 2012: bronzo nei 96 kg.
Rio de Janeiro 2016: argento nei 97 kg.
- Mondiali

Herning 2009: argento nei 96 kg.
Mosca 2010: oro nei 96 kg.
Budapest 2013: argento nei 96 kg.
Tashkent 2014: argento nei 97 kg.
Las Vegas 2015: bronzo nei 97 kg.
- Europei

Vilnius 2009: oro nei 96 kg.
Baku 2010: oro nei 96 kg.
Dortmund 2011: oro nei 96 kg.
Vantaa 2014: argento nei 97 kg.
- Giochi europei

Baku 2015: oro nei 97 kg.